# 平家貞
平 家貞（たいら の いえさだ）は、平安時代後期の武将。伊賀国を本拠とする伊勢平氏譜代の有力家人である。平忠盛・平清盛の二代に渡って仕え、「一ノ郎等」といわれた。

## 略歴
平忠盛の側近として知られ、公卿らが殿上人になった忠盛を闇討ちにする計画を立てた際、殿上の小庭に武装して控えて未然に防いだという逸話がある。
忠盛の信頼は厚く、平氏の本領である伊賀鞆田荘の沙汰人となり、東大寺などの勢力を排除して在地経営に携わった。忠盛が西国の海賊追討に赴くとこれに付き従い、海賊追捕の賞として兵衛尉から左衛門尉に昇進する。
忠盛の死後は清盛に仕え、保元の乱・平治の乱で活躍する。保元3年（1158年）清盛が大宰大弐となり九州へ進出すると、家貞も筑後守に補任され、薩摩の阿多忠景や肥前の日向通良の反乱を鎮圧するなど、平氏の九州での勢力拡大に大きな役割を果たした。『平家物語』は一ノ谷の戦いで戦没したと記しているが、『玉葉』ではこれ以前に既に他界していた旨の記述がある。

## 系譜
- 父：平家房（季房）または平範季
- 母：不詳
- 妻：宇都宮氏
  - 男子：平貞能
- 生母不明
  - 男子：平家継
  - 男子：家実

## 関連作品
映画
- 『新・平家物語』（1955年、演：菅井一郎）

テレビドラマ
- 『新・平家物語』（1972年、NHK大河ドラマ、 演：松本幸一→高桐真）
- 『平清盛』（2012年、NHK大河ドラマ、演：中村梅雀）